# Башкирское войско (1917—1919)
Башкирское войско (баш. Башҡорт ғәскәре) — военное формирование, учреждённое на III Всебашкирском съезде и подчинённое Башкирскому Правительству.

## Формирование войска
Формирование Башкирского войска является составной частью национального движения башкирского народа в 1917—1921-х годах.
III Всебашкирский учредительный курултай (съезд), состоявшийся 8—20 декабря 1917 года в Караван-сарае города Оренбурга, узаконил создание национальных вооруженных формирований «для защиты интересов автономии». Так как к Оренбургу приближались отряды Красной Армии, решено было создавать башкирское войско во внутренних волостях Башкурдистана. В соответствии с этим решением, 5 января 1918 года небольшой башкирский отряд, командующим которого был Г. С. Магазов, а кавалерийского и пехотного соответственно были А. Б. Карамышев и Г. С. Идельбаев, вышел в путь в направлении центральных волостей республики.

Башкирское Центральное Шуро с начала Гражданской войны и интервенции в России неоднократно заявляли о своём нейтралитете:
«Мы не большевики и не меньшевики, мы лишь башкиры. На какой стороне мы должны быть? Ни на какой. Мы на собственной стороне… Двухмиллионный башкирский народ не может быть игрушкой в таких ничтожных политических забавах..»
Однако решение об этом изменилось после ареста 7 членов Башкирского Правительства (И. М. Мутин, А. Н. Ягафаров, С. Г. Мрясов, А.-З. Валидов, Г. Я. Аитбаев, А. К. Адигамов, И. Салихов) в ночь с 16 по 17 февраля 1918 года частями Оренбургского Мусульманского Военно-Революционного Комитета (МВРК). 2 марта 1918 года в Баймаке по приказу С. М. Цвиллинга представителями Баймакского совета рабочих-депутатов были арестованы оставшиеся на свободе другие члены Башкирского правительства. 4 марта 1918 года башкирские отряды под руководством А. Б. Карамышева, требуя освобождения членов Башкирского Правительства, взяли в осаду Баймак, однако 6 марта прибывший из Оренбурга отряд красноармейцев отбивает осаду. 7 марта по решению суда рабочих и красноармейцев, двое членов Башкирского Правительства и другие представители органов властей автономии были расстреляны.

5 марта 1918 года Оренбургский губернский революционный комитет направил во все башкирские волости телеграмму ультимативного характера, в которой говорилось: 
«Башкиры… формируют отряды вместе с офицерами, юнкерами и всякой сволочью против Советской народной власти. Бывший Башкирский областной совет, помогавший атаману Дутову вести борьбу с революцией, арестован постановлением ревкома. Ревком приказывает всем башкирам и их организациям немедленно разоружаться, сдавать все оружие местным советам и красногвардейцам; выдавать всех скрывающихся… офицеров и юнкеров, прекратить разбойничьи набеги. Если в течение трех дней это не будет выполнено, Ревком расстреляет весь арестованный Областной совет, и все башкирские селения, заподозренные в противодействии Советской власти, будут сметены с лица земли артиллерией и пулеметами»
3 апреля 1918 года объединенные отряды башкир под руководством А. Б. Карамышева и казаков освобождают членов Башкирского Правительства из Оренбургской тюрьмы.

## В лагере контрреволюции
С конца мая 1918 года была полностью восстановлена работа органов властей автономии. Их новым местом размещения стал г. Челябинск.
Башкирским Правительством были установлены связи с антибольшевистскими центрами на востоке России — Временным Сибирским правительством, Комучем, Оренбургским казачьим кругом и другими. 15—17 мая 1918 года в Кустанае состоялось совещание представителей башкирского и казахского национальных движений, где обсуждалась организация совместной контрреволюционной борьбы.
Летом 1918 года Правительство Башкурдистана срочно объявляет всеобщую мобилизацию в Башкирскую армию. Для координации мер по ускорению мобилизации и формированию его структуры, 8 июня 1918 года при Башкирском Центральном Шуро был создан штаб войска — Башкирский военный совет, а также управления кантональных воинских начальников.
11 октября 1918 года Правительство Башкурдистана подписало постановление о создании Башкирского войскового управления. Управление занималось организацией и устройством Башкирского Войска. Ему также передавались офицерский состав и финансовые ресурсы армии. Оно состояло из административного, судного, мобилизационного и хозяйственного отделов. Был учрежден штаб отдельного Башкирского корпуса, а Башкирский Военный совет был оставлен как совещательный орган при правительстве республики.
Председателем Башкирского военного совета и начальником Войскового управления являлся член Правительства Башкурдистана, заведующий военным отделом.
Войско состояло из иррегулярных отрядов и регулярных пехотных и кавалерийских полков. С июля 1918 года в состав Башкирского войска входили 4 Башкирских пехотных полка и Башкирский кавалерийский полк, которые в сентябре 1918 года вошли в Башкирский отдельный корпус, состоящий из пяти полков. Его первым командующим назначается генерал-майор Х. И. Ишбулатов.
Предпарламент республики — Кесе-Курултай под председательством Ю. Ю. Бикбова заключил договор с Сибирским правительством, по которому Башкирский Корпус в военно-оперативном отношении был в подчинении единого командования Белой армии. Численность Башкирского Войска за 5 месяцев достигла 10-тысячной отметки и далее, несмотря на потери в боях, только увеличивалась.

2-й стрелковый башкирский полк получил от жителей города Екатеринбурга почётное дарственное знамя и полковое знамя.

Наряду со многими важными мероприятиями, особое внимание уделялось созданию военной символики и 13 июля 1918 года Башкирский военный совет издает Фарман (Приказ), где сообщается о назначении Комиссии по выработке единой униформы для башкирских частей, в нём говорится: 
«Для выработки формы частей Башкирских войск назначается на 13-е июля сего года под председательством Начальника Штаба 2-й Башкирской Дивизии подполковника Емельянова в составе членов старшего адъютанта Башкирского Военного Совета поручика Мухлио, заведующего Мобилизационного отдела, прапорщика Терегулова и члена Военного Совета Магазова».
В октябре 1918 года Башкирский отдельный корпус был реорганизован в Башкирскую отдельную стрелковую дивизию, а в январе 1919 года — в Башкирский корпус.
А. В. Колчак став Верховным Правителем России, отказался признавать любые проявления национальных автономий. В этих условиях Башкирское Правительство начало переговоры с представителями Советской власти и в феврале 1919 года появилось его постановление о переходе Башкирского Войска и Башкурдистана на сторону Советской власти, после чего начались совместные военные действия башкирских частей и Красной Армии против белых.

21 февраля 1919 года в селе Темясово состоялся I Всебашкирский военный съезд. На нём участвовали члены Башкирского Правительства и 92 делегата от башкирских полков, избранных на общих собраниях эскадронов и рот. В своем выступлении Гарей Карамышев говорил следующее:
«Башкиры не раз с оружием в руках бились за свою свободу, и не их вина, что русские историки каждое подобное их выступление называли „бунтом“. Это последнее их стремление к самоопределению является 88-м по счёту бунтом»
I Всебашкирский военный съезд официально закрепил переход Башкирского войска и всего Башкурдистана на сторону Советской власти. По его итогам было образовано первое советское правительство республики — Башкирский Революционный Комитет.
Нарушение командованием 1-й армии РККА условий перехода и репрессии привели к переходу многих из них в состав Русской армии Колчака (2-й батальон 1-го Башкирского стрелкового полка, 1-й Башкирский кавалерийский полк и 3-й эскадрон 2-го Башкирского кавалерийского полка). После обещания советским командованием личной безопасности, часть их возвратилась обратно и вошла в основные в ряды Башкирской отдельной кавалерийской бригады (отряды М. Л. Муртазина и другие). Две тысячи бывших военнослужащих Башкирского войска (лидеры — Мухаммед-Габдулхай Курбангалиев и Галимьян Таган) влились в 1920—1922 гг. в белую эмиграцию на Дальнем Востоке.

## На стороне Советской России

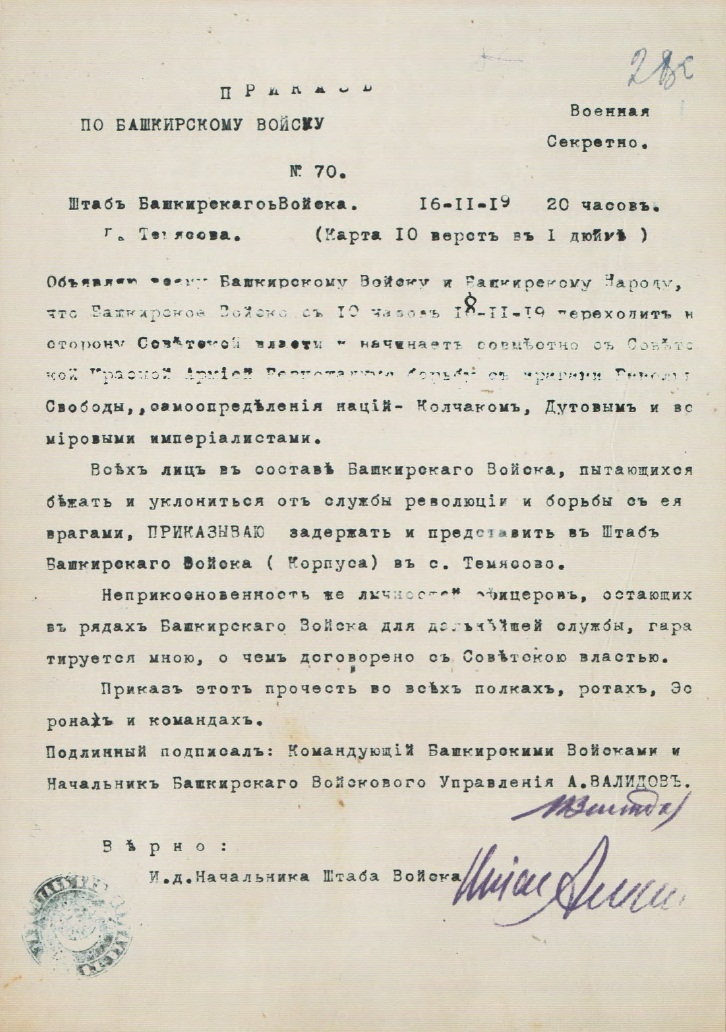
Приказ № 70 от 16.02.1919 о переходе Башкирского войска на сторону РККА

Некоторые пункты переговоров между Башкирским правительством и представителями Советского командования:

3) Башкирские войска немедленно прекращают военные действия против Советских войск и обращают своё оружие против Колчака-Дутова и других врагов Советской России, подчиняясь указаниям советского командования или же переходят на территорию, занятую войсками Советской России; при этом, в этом случае впредь до окончательного согласования о переходе в тот район, который был указан командованием Советской армии, Башкирское правительство отдаёт соответствующий приказ по армии.
4) Башкирское правительство немедленно выпускает воззвания к башкирскому народу и войскам с призывом прекратить борьбу против Советской Республики.
6) Окончательное соглашение должно быть заключено в Москве, куда Башкирское правительство и высылает своих полномочных представителей. Подписали: Революционный Военный Совет Восточного фронта — Смилга, Гусев, Каменев. Председатель Башкирского правительства Кулаев. Член Башкирского Областного Совета Халиков. Адъютант командующего Башкирскими войсками Бикбавов.
Командующий башкирскими войсками — Валидов.
Начальник Штаба Башкирских войск Илиас Алкин.
Заместитель Председателя Военного Башревкома — Карамышев.
Марта 1919 г. дер. Темясово.
— Известия Башкирского Областного Комитета РКП(б), № 1, 2 апреля 1922 года
После перехода на сторону Красной Армии, по мнению комбрига Мусы Муртазина, «Башкирское войско являлось значительной силой в дальнейших стратегических успехах советских армий».
28 марта 1919 года при переходе Башкирского войска на сторону РККА военный корреспондент Шайхзада Бабич и его друг, поэт Габдулхай Иркабаев были убиты красноармейцами 1-го Смоленского стрелкового полка в селе Зилаир Башкирской АССР.

Нарком по делам национальностей И. В. Сталин так характеризовал башкирские войска: 
«Войско ваше доблестно держится против Дутова и Колчака. Башкирского народа насчитывается до 2 миллионов, и он даст для защиты завоеваний революции в России и распространения её по всему миру — стотысячную дисциплинированную, преданную идее и своим вождям армию… Главное условие успеха — это не навязывать извне, а привлекать инициативу самого народа и его трудовой интеллигенции».
В параграфах IX и X «Соглашения центральной Советской власти с Башкирским Правительством о Советской Автономной Башкирии» рассматривалась организация отдельной Башкирской армии в целях борьбы «как с Российской, так и мировой контрреволюцией».
По приказу председателя Революционного военного совета РСФСР Л. Д. Троцкого от 7 октября 1919 года в Петрограде на базе воинских частей, прибывших с Восточного и Южного фронтов была сформирована Башкирская группа войск. Командующим группой был назначен Х. Ф. Алишев.

## Принимаемые участия в боях
- Восстание в Златоусте
- Блокада Орска
- Бой у станции Сара
- Бой у деревни Нукаево
- Бои у села Куяш
- Бой у деревни Ахмер

## Знаки отличия башкирских частей
| Знаки отличия башкирских частей (1-й Башкирский пехотный полк), принятых в июне 1918 года | Знаки отличия башкирских частей (1-й Башкирский пехотный полк), принятых в июне 1918 года | Знаки отличия башкирских частей (1-й Башкирский пехотный полк), принятых в июне 1918 года | Знаки отличия башкирских частей (1-й Башкирский пехотный полк), принятых в июне 1918 года | Знаки отличия башкирских частей (1-й Башкирский пехотный полк), принятых в июне 1918 года | Знаки отличия башкирских частей (1-й Башкирский пехотный полк), принятых в июне 1918 года |
| Солдаты и младшие командиры                                                               | Солдаты и младшие командиры                                                               | Солдаты и младшие командиры                                                               | Солдаты и младшие командиры                                                               | Солдаты и младшие командиры                                                               | Солдаты и младшие командиры                                                               |
| ----------------------------------------------------------------------------------------- | ----------------------------------------------------------------------------------------- | ----------------------------------------------------------------------------------------- | ----------------------------------------------------------------------------------------- | ----------------------------------------------------------------------------------------- | ----------------------------------------------------------------------------------------- |
|                                                                                           |                                                                                           |                                                                                           |                                                                                           |                                                                                           |                                                                                           |
| Рядовой                                                                                   | Ефрейтор                                                                                  | Бомбардир                                                                                 | Унтер-офицер                                                                              | Фельдфебель                                                                               | Подпрапорщик                                                                              |

| Обер-офицеры | Обер-офицеры | Обер-офицеры | Обер-офицеры  | Обер-офицеры | Штаб-офицеры | Штаб-офицеры |
| ------------ | ------------ | ------------ | ------------- | ------------ | ------------ | ------------ |
|              |              |              |               |              |              |              |
| Прапорщик    | Подпоручик   | Поручик      | Штабс-капитан | Капитан      | Подполковник | Полковник    |

| Знаки отличия военнослужащих башкирских пехотных частей, принятых в августе 1918 года | Знаки отличия военнослужащих башкирских пехотных частей, принятых в августе 1918 года | Знаки отличия военнослужащих башкирских пехотных частей, принятых в августе 1918 года | Знаки отличия военнослужащих башкирских пехотных частей, принятых в августе 1918 года | Знаки отличия военнослужащих башкирских пехотных частей, принятых в августе 1918 года | Знаки отличия военнослужащих башкирских пехотных частей, принятых в августе 1918 года | Знаки отличия военнослужащих башкирских пехотных частей, принятых в августе 1918 года | Знаки отличия военнослужащих башкирских пехотных частей, принятых в августе 1918 года |
| Солдаты и младшие командиры                                                           | Солдаты и младшие командиры                                                           | Солдаты и младшие командиры                                                           | Солдаты и младшие командиры                                                           | Солдаты и младшие командиры                                                           | Солдаты и младшие командиры                                                           | Обер-офицеры                                                                          | Обер-офицеры                                                                          |
| ------------------------------------------------------------------------------------- | ------------------------------------------------------------------------------------- | ------------------------------------------------------------------------------------- | ------------------------------------------------------------------------------------- | ------------------------------------------------------------------------------------- | ------------------------------------------------------------------------------------- | ------------------------------------------------------------------------------------- | ------------------------------------------------------------------------------------- |
|                                                                                       |                                                                                       |                                                                                       |                                                                                       |                                                                                       |                                                                                       |                                                                                       |                                                                                       |
| Рядовой                                                                               | Ефрейтор                                                                              | Бомбардир                                                                             | Унтер-офицер                                                                          | Фельдфебель                                                                           | Подпрапорщик                                                                          | Прапорщик                                                                             | Подпоручик                                                                            |

| Обер-офицеры | Обер-офицеры  | Обер-офицеры | Штаб-офицеры и генералы | Штаб-офицеры и генералы | Штаб-офицеры и генералы | Штаб-офицеры и генералы | Штаб-офицеры и генералы |
| ------------ | ------------- | ------------ | ----------------------- | ----------------------- | ----------------------- | ----------------------- | ----------------------- |
|              |               |              |                         |                         |                         |                         |                         |
| Поручик      | Штабс-капитан | Капитан      | Подполковник            | Полковник               | Генерал-майор           | Генерал-лейтенант       | «Полный» генерал        |